# Pararothia
Pararothia é um gênero de traça pertencente à família Arctiidae.